# Avesnes (ród)
Avesnes (także dynastia z Hainaut) – ród, którgo przedstawiciele panowali w hrabstwach Hainaut oraz Holandii i Zelandii w końcu XIII i pierwszej połowie XIV w.

## Historia
Nazwa rodu pochodzi od miejscowości Avesnes (obecnie w północnej Francji). W 1212 Burchard IV z Avesnes został mężem Małgorzaty, siostry ówczesnej władczyni Flandrii Joanny. Za małżeństwem czterdziestoletniego możnego z dziesięcioletnią hrabianką stał król Francji, którego interesy Burchard miał popierać. Już w 1215 małżeństwo zostało uznane za nieważne przez papieża Innocentego III, a następnie przez Honoriusza III pod zarzutem, że Burchard w młodości miał przyjąć święcenia. Para mimo to żyła nadal razem i doczekała się dzieci. W 1219 Burchard został uwięziony – zwolniono go dopiero pod warunkiem uznania unieważnienia małżeństwa.
Małgorzata ponownie wyszła za mąż, za Wilhelma z Dampierre. Gdy w 1244 zmarła jej siostra Joanna i Małgorzata objęła po niej tron flandryjski, rozpoczął się konflikt o przyszłe następstwo po niej między jej mężem Wilhelmem a Janem, synem z małżeństwa z Burchardem. W 1246 spór ten rozsądził król Francji Ludwik IX Święty, przyznając Wilhelmowi i jego potomkom z małżeństwa z Małgorzatą prawo do sukcesji w hrabstwie Flandrii, a Janowi w hrabstwie Hainaut. Jednak konflikt trwał nadal, a Jan podnosił roszczenia do części Flandrii. W 1280, po śmierci Małgorzaty, syn Jana, także Jan, został hrabią Hainaut.
W 1246 młodszy Jan ożenił się z Adelajdą, siostrą ówczesnego hrabiego Holandii i Zelandii Wilhelma. Dzięki temu po śmierci hrabiego Jana I w 1299 odziedziczył także ten kraj. Odtąd przedstawiciele rodu z Avesnes sprawowali władzę w Hainaut, Holandii i Zelandii, a także podporządkowanej hrabiom holenderskim zachodniej Fryzji. Panowali tam do połowy XIV w.. Męska linia rodu wygasła na zmarłym w 1345 Wilhelmie II, a ostatnią władczynią z rodu była jego siostra Małgorzata. Dziedzictwo po niej przejął Wilhelm z rodu Wittelsbachów, jej syn z małżeństwa z cesarzem Ludwikiem IV Bawarskim.
Szczególnie znaczącą rolę w europejskiej polityce odegrał syn Jana I, Wilhelm I Dobry, panujący w latach 1304–1337. Dzięki zręcznej polityce i powiązaniom rodzinnym z władcami Francji, Anglii i Niemiec odgrywał on rolę arbitra w polityce europejskiej, m.in. pośredniczył w rozmowach pomiędzy cesarzem i papieżem.